# Kirmsees
Kirmsees ist ein Gemeindeteil der Gemeinde Kirchenpingarten im Landkreis Bayreuth (Oberfranken, Bayern). Kirmsees liegt in der Gemarkung Tressau.

## Geografie
Das Dorf ist von Acker- und Grünland umgeben. Etwas weiter östlich liegt das Unterstüblesholz. Dort entspringt der Bernlohbach, ein rechter Zufluss des Heinersbaches (im Unterlauf Tauritzbach genannt). Eine Gemeindeverbindungsstraße führt nach Langengefäll (0,7 km nördlich) bzw. zu einer Gemeindeverbindungsstraße (0,4 km südlich), die nach Fischbach (1 km westlich) bzw. nach Tressau zur Kreisstraße BT 42 verläuft (2,3 km südöstlich). Eine weitere Gemeindeverbindungsstraße führt nach Reislas (1,8 km östlich).

## Geschichte
Der Ort wurde als „Curbengeseze“ erstmals 1163 als Besitz des Klosters Speinshart genannt. Das Rittergut Kirmsees war teils ein kurpfälzisches, teils ein brandenburg-bayreuthisches Lehen. Anfang des 17. Jahrhunderts zählte das kurpfälzische Lehen in „Kürmbses“ 16 Mannschaften und einen Hirten.
Mit dem Gemeindeedikt wurde Kirmsees dem 1808 gebildeten Steuerdistrikt Tressau und der 1818 gebildeten Ruralgemeinde Tressau zugewiesen. Am 1. April 1971 wurde Kirmsees nach Kirchenpingarten eingemeindet.

### Baudenkmäler
- Haus Nr. 2: Sandsteinfigur des heiligen Johann Nepomuk[9]
- Haus Nr. 39: Kruzifix[9]

### Einwohnerentwicklung
| Jahr      | 001818 | 001824 | 001861 | 001871 | 001885 | 001900 | 001925 | 001950 | 001961 | 001970 | 001987 | 002014 |
| Einwohner | 132    | 100    | 153    | 154    | 154    | 125    | 158    | 179    | 155    | 155    | 130    | 176    |
| Häuser    |        | 20     |        |        | 24     | 26     | 27     | 28     | 29     |        | 33     |        |
| Quelle    | [ 11 ] | [ 8 ]  | [ 12 ] | [ 13 ] | [ 14 ] | [ 15 ] | [ 16 ] | [ 17 ] | [ 18 ] | [ 19 ] | [ 20 ] | [ 1 ]  |

## Religion
Kirmsees ist römisch-katholisch geprägt und nach St. Jakobus der Ältere (Kirchenpingarten) gepfarrt.